# Fordham University
Fordham University er et privat katolsk universitet under jesuiterordenens ledelse i the Bronx i New York City. Det blev grundlagt i 1841, hvilket gør det til 3.-ældste universitet i delstaten New York som Saint John's College og fik sit nuværende navn i 1907. Universitetet er vokset ud af sin oprindelige campus, og har nu tilhold flere steder, The Bronx, Manhattan og i Tarrytown.
Fordham har hvert år omtrent 15.300 studerende fra mere end 65 lande, og består af 6 "undergraduate colleges" og 4 "graduate colleges." Universitet tilbyder diplomer i flere end 60 fag og discipliner.
Blandt dets alumner og fakultet tælles medlemmer af U.S. Senatet og Repræsentanternes Hus, fire katolske kardinaler i den romerskkatolske kirke, flere U.S. Guvernører og Ambassadører, milliardærer, to direktører for CIA, vindere af Oscar og Emmy priser, medlemmer af kongelige familier, og mange mere.